# Correbia klagesi
Correbia klagesi är en fjärilsart som beskrevs av Rothschild 1912. Correbia klagesi ingår i släktet Correbia och familjen björnspinnare. Inga underarter finns listade i Catalogue of Life.